# Atanasio III di Alessandria (copto)
Atanasio III (in arabo egiziano اثناسيوس التالت; Egitto, ... – Egitto, 27 novembre 1261), è stato il 76º Papa della Chiesa ortodossa copta.
Fu eletto patriarca nel 1250. Governò per 11 anni, finché morì il 27 novembre 1261.